# Costankia
Schrankia là một chi bướm đêm thuộc họ Erebidae.